# Katie Melua

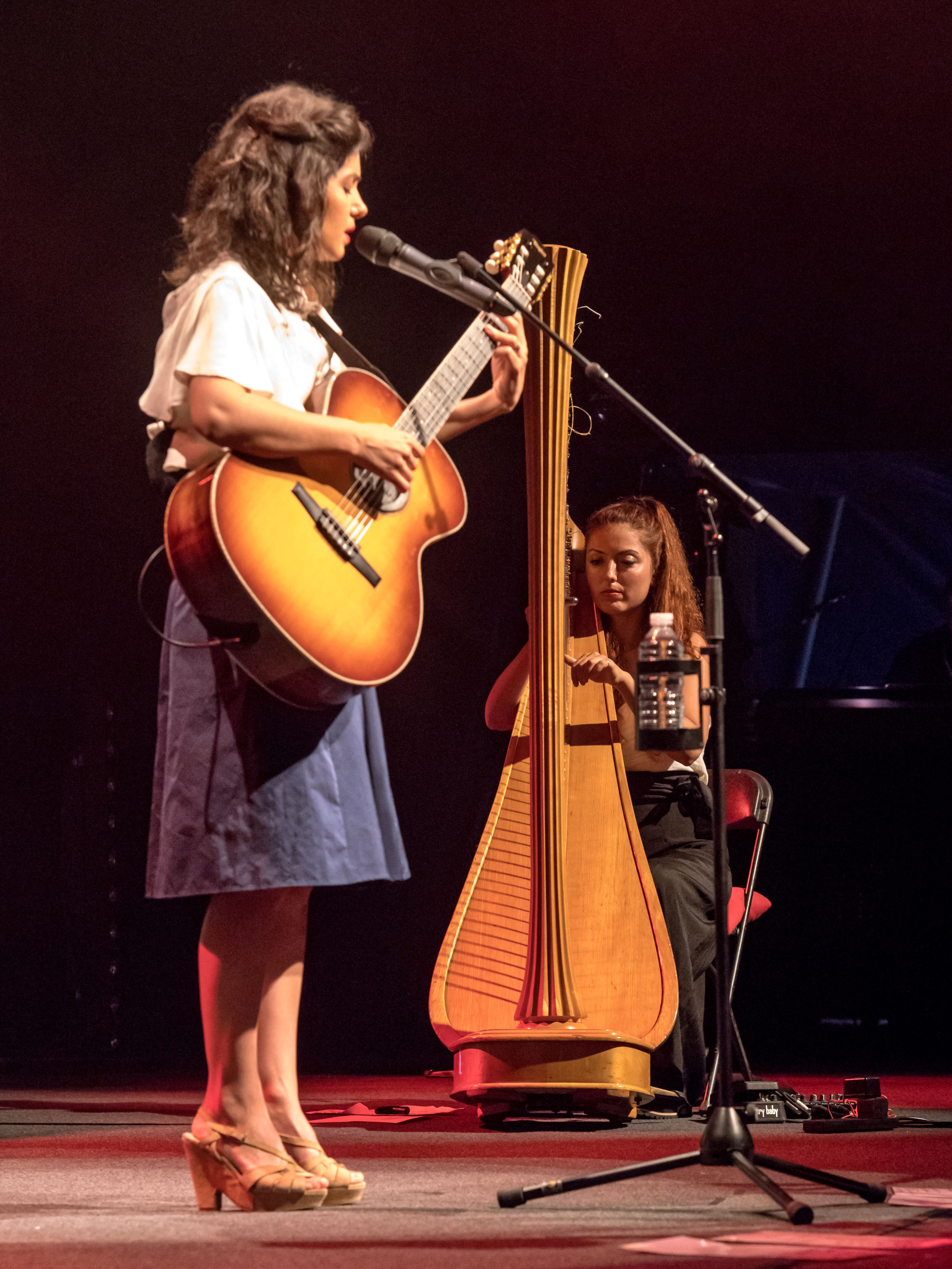
Zelt-Musik-Festival 2016 Freiburg, Duitsland

Ketevan (Katie) Melua (Georgisch: ქეთევან (ქეთი) მელუა) (Koetaisi, Georgië, 16 september 1984) is een Britse zangeres en muzikante.

## Biografie
Katie Melua groeide op in Koetaisi (Georgië) en later in hoofdstad Tbilisi. Op achtjarige leeftijd verhuisde ze met haar ouders naar Belfast, Noord-Ierland en nog later naar Londen (Engeland). Dit vanwege het beroep van haar vader, hartspecialist.
In Londen ging Katie Melua naar de BRIT School for the Performing Arts & Technology. Deze door de muziekindustrie ondersteunde school staat bekend als leverancier van beroemde artiesten. In 2003 werd Katie Melua ontdekt tijdens een showcase door Mike Batt (zelf ook zanger en tekstschrijver, maar ook arrangeur en producent) die op zoek was naar een zangeres met aanleg voor jazz en blues.

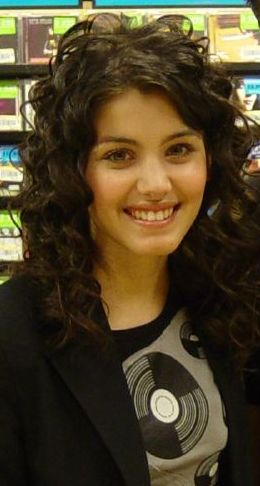
Katie Melua in 2004

Haar eerste album Call Off The Search werd in 2003 uitgebracht. Hierop staan twee nummers van haarzelf. Haar tweede album Piece by Piece kwam uit op 26 september 2005.
Op 19 maart 2005 kwam haar grootste droom uit door samen met overgebleven leden van de Britse rockband Queen het nummer Too Much Love Will Kill You ten gehore te brengen op een anti-AIDS-concert in Zuid-Afrika. Het concert bracht een recordbedrag in de strijd tegen aids/hiv op.
In 2005 wint Katie Melua een European Border Breakers Award. De European Border Breakers Awards zijn prijzen die jaarlijks worden uitgereikt aan tien jonge veelbelovende Europese artiesten die het jaar ervoor succesvol buiten de eigen landsgrenzen debuteerden.
Op haar tweede album staat onder andere de single Nine Million Bicycles, dat zij op 27 augustus 2005 zong tijdens het kerkelijk huwelijk van Prins Pieter-Christiaan met Prinses Anita in de Grote of St. Jeroenskerk te Noordwijk. Dankzij de extra aandacht die Melua door dit optreden kreeg, begon haar populariteit in Nederland en België toe te nemen.
In 2007 maakte Katie Melua haar opwachting tijdens het openingsgala van het North Sea Jazz Festival in Rotterdam, maar ook op het festival zelf, waar ze in 2004 voor de eerste keer optrad (toen nog in Den Haag), zou ze een optreden verzorgen. Er werd gelijk van de gelegenheid gebruikgemaakt om een tegel op de Walk of Fame Europe in te wijden. Eveneens in 2007 kwam haar derde album Pictures uit.
In november 2007 heeft ze tijdens Domino Day de eerste steen omgegooid. Op 8 december 2007 zong zij een lied op het Junior Eurovisiesongfestival 2007 in Rotterdam, Nederland.
Op 13 april 2008 trad ze op in Ahoy in Rotterdam, dat volledig uitverkocht was.
In mei 2009 bracht Melua een live-cd uit die door Mike Batt gemixt was. Het studioalbum The House, dat geproduceerd is door William Orbit, kwam op 21 mei 2010 uit in Nederland, en twee dagen later in België.
Melua's album Secret Symphony, in samenwerking met Mike Batt opgenomen in de Air Studios in Londen, kwam op 2 maart 2012 uit in Nederland en op 5 maart in het Verenigd Koninkrijk.
Op 1 september 2012 trouwde ze met voormalig wereldkampioen superbikes James Toseland.

## Discografie

### Albums
| Album met eventuele hitnotering(en) in de Nederlandse Album Top 100 | Datum van verschijnen | Datum van binnenkomst | Hoogste positie | Aantal weken | Opmerkingen                                                           |
| ------------------------------------------------------------------- | --------------------- | --------------------- | --------------- | ------------ | --------------------------------------------------------------------- |
| Call off the search                                                 | 16-02-2004            | 03-04-2004            | 6               | 84           |                                                                       |
| Piece by Piece                                                      | 26-09-2005            | 01-10-2005            | 1(11wk)         | 104          | Best verkochte album van het jaar 2005 en van het decennium 2000-2009 |
| Pictures                                                            | 28-09-2007            | 06-10-2007            | 1(4wk)          | 55           | Best verkochte album van het jaar 2007                                |
| The Katie Melua collection                                          | 24-10-2008            | 01-11-2008            | 3               | 85           | Verzamelalbum                                                         |
| Live at the O² Arena                                                | 22-05-2009            | 23-05-2009            | 52              | 2            | Livealbum                                                             |
| The house                                                           | 21-05-2010            | 29-05-2010            | 3               | 22           |                                                                       |
| Secret symphony                                                     | 02-03-2012            | 10-03-2012            | 6               | 20           |                                                                       |
| Ketevan                                                             | 20-09-2013            | 28-09-2013            | 5               | 11           |                                                                       |
| In winter                                                           | 14-10-2016            | 22-10-2016            | 17              | 4            | met Gori women's choir                                                |

| Album met hitnotering(en) in de Vlaamse Ultratop 200 albums | Datum van verschijnen | Datum van binnenkomst | Hoogste positie | Aantal weken | Opmerkingen            |
| ----------------------------------------------------------- | --------------------- | --------------------- | --------------- | ------------ | ---------------------- |
| Call off the search                                         | 03-11-2003            | 08-05-2004            | 76              | 6            |                        |
| Piece by piece                                              | 23-09-2005            | 15-10-2005            | 4               | 61           |                        |
| Pictures                                                    | 28-09-2007            | 06-10-2007            | 10              | 52           |                        |
| The Katie Melua collection                                  | 24-10-2008            | 01-11-2008            | 13              | 21           | Verzamelalbum / Goud   |
| Live at the O² Arena                                        | 22-05-2009            | 30-05-2009            | 60              | 5            | Livealbum              |
| The house                                                   | 21-05-2010            | 29-05-2010            | 3               | 20           |                        |
| Secret symphony                                             | 02-03-2012            | 10-03-2012            | 10              | 42           |                        |
| Ketevan                                                     | 20-09-2013            | 28-09-2013            | 15              | 22           |                        |
| In winter                                                   | 14-10-2016            | 22-10-2016            | 25              | 16           | met Gori women's choir |
| Ultimate collection                                         | 05-10-2018            | 13-10-2018            | 181             | 2            |                        |

### Singles
| Single met eventuele hitnotering(en) in de Nederlandse Top 40 | Datum van verschijnen | Datum van binnenkomst | Hoogste positie | Aantal weken | Opmerkingen                 |
| ------------------------------------------------------------- | --------------------- | --------------------- | --------------- | ------------ | --------------------------- |
| The closest thing to crazy                                    | 2004                  | -                     |                 |              | Nr. 41 in de Single Top 100 |
| Crawling up a hill                                            | 2004                  | -                     |                 |              | Nr. 88 in de Single Top 100 |
| Nine million bicycles                                         | 2005                  | 24-09-2005            | 2               | 24           | Nr. 2 in de Single Top 100  |
| I cried for you / Just like heaven                            | 2005                  | 28-01-2006            | 29              | 3            | Nr. 32 in de Single Top 100 |
| Spider's web                                                  | 2006                  | 25-03-2006            | tip9            | -            | Nr. 50 in de Single Top 100 |
| It's only pain                                                | 2006                  | -                     |                 |              | Nr. 39 in de Single Top 100 |
| Shy boy / Have Yourself a Merry Little Christmas              | 2006                  | 23-12-2006            | 16              | 3            | Nr. 29 in de Single Top 100 |
| If you were a sailboat                                        | 2007                  | -                     |                 |              | Nr. 10 in de Single Top 100 |
| If the lights go out                                          | 2008                  | -                     |                 |              | Nr. 58 in de Single Top 100 |
| The flood                                                     | 2010                  | -                     |                 |              | Nr. 79 in de Single Top 100 |

| Single met hitnotering(en) in de Vlaamse Ultratop 50 | Datum van verschijnen | Datum van binnenkomst | Hoogste positie | Aantal weken | Opmerkingen                 |
| ---------------------------------------------------- | --------------------- | --------------------- | --------------- | ------------ | --------------------------- |
| Nine million bicycles                                | 12-09-2005            | 12-11-2005            | 4               | 27           | Nr. 3 in de Radio 2 Top 30  |
| I cried for you / Just like heaven                   | 13-01-2006            | 18-02-2006            | 50              | 1            |                             |
| Spider's web                                         | 07-04-2006            | 20-05-2006            | tip16           | -            |                             |
| If you were a sailboat                               | 21-09-2007            | 20-10-2007            | 15              | 15           | Nr. 3 in de Radio 2 Top 30  |
| If the lights go out                                 | 29-02-2008            | 15-03-2008            | 46              | 1            | Nr. 24 in de Radio 2 Top 30 |
| The flood                                            | 19-04-2010            | 05-06-2010            | 23              | 3            | Nr. 7 in de Radio 2 Top 30  |
| Better than a dream                                  | 13-02-2012            | 10-03-2012            | tip48           | -            |                             |
| Moonshine                                            | 16-04-2012            | 28-04-2012            | tip44           | -            |                             |
| The walls of the world                               | 17-09-2012            | 08-09-2012            | tip78           | -            |                             |
| I will be there                                      | 12-08-2013            | 21-09-2013            | tip23           | -            |                             |
| Dreams on fire                                       | 29-08-2016            | 08-10-2016            | tip             | -            | met Gori women's choir      |
| O holy night                                         | 28-11-2016            | 17-12-2016            | tip             | -            | met Gori women's choir      |
| Bridge over troubled water                           | 05-09-2018            | -                     |                 |              |                             |

### NPO Radio 2 Top 2000
| Nummers met noteringen in de NPO Radio 2 Top 2000 | '04  | '05 | '06 | '07  | '08 | '09  | '10 | '11  | '12  | '13  | '14  | '15  | '16 | '17 | '18 | '19  | '20  | '21  | '22  | '23  | '24  |
| ------------------------------------------------- | ---- | --- | --- | ---- | --- | ---- | --- | ---- | ---- | ---- | ---- | ---- | --- | --- | --- | ---- | ---- | ---- | ---- | ---- | ---- |
| If You Were a Sailboat                            | ×    | ×   | ×   | 101  | 696 | 693  | 716 | 1079 | 1479 | 1431 | 1773 | -    | -   | -   | -   | -    | -    | -    | -    | -    | -    |
| Nine Million Bicycles                             | ×    | 23  | 32  | 40   | 58  | 119  | 125 | 214  | 379  | 412  | 472  | 616  | 776 | 845 | 966 | 1110 | 1183 | 1302 | 1447 | 1485 | 1547 |
| Piece by Piece                                    | ×    | -   | -   | 667  | -   | 1346 | -   | 1748 | -    | -    | -    | -    | -   | -   | -   | -    | -    | -    | -    | -    | -    |
| Shy Boy                                           | ×    | ×   | ×   | 1263 | -   | -    | -   | -    | -    | -    | -    | -    | -   | -   | -   | -    | -    | -    | -    | -    | -    |
| Spider's Web                                      | ×    | -   | -   | 671  | -   | 1483 | -   | 1932 | 1843 | 1827 | -    | -    | -   | -   | -   | -    | -    | -    | -    | -    | -    |
| The Closest Thing to Crazy                        | 1926 | 72  | 134 | 217  | 225 | 460  | 521 | 873  | 1121 | 1079 | 1244 | 1652 | -   | -   | -   | -    | -    | -    | -    | -    | -    |

1. ↑  Een '-' betekent dat het nummer niet was genoteerd, een '×' betekent dat het nummer nog niet was uitgebracht en een vetgedrukt getal geeft de hoogste notering van een nummer aan.
2. ↑  2004 was het eerste jaar met een notering voor Katie Melua.

### Dvd's
| Dvd's met hitnoteringen in de DVD Top 30 | Datum van verschijnen' | Datum van binnenkomst | Hoogste positie | Aantal weken | Opmerkingen                              |
| ---------------------------------------- | ---------------------- | --------------------- | --------------- | ------------ | ---------------------------------------- |
| Call off the search                      | 2004                   | 20-11-2004            | 4               | 6            |                                          |
| On the road again                        | 2005                   | 16-07-2005            | 8               | 71           |                                          |
| Concert under the sea                    | 2007                   | 09-06-2007            | 4               | 16           |                                          |
| Recorded at the Jazz open Stuttgart      | 2011                   | 02-04-2011            | 9               | 17           | met The Stuttgart Philharmonic Orchestra |